# 梶原叶渚
梶原 叶渚（かじわら かんな、2009年〈平成21年〉7月31日 - ）は、日本の女優、ファッションモデル。東京都出身。スターダストプロモーション所属。父はお笑いタレント・キングコングの梶原雄太。ファッション雑誌・Cuugalの2代目イメージモデル。

## 来歴
- 2009年（平成21年）7月31日、5人兄妹の第2子（長女）として誕生する。父はお笑いタレント・キングコングの梶原雄太、母はヨメサックとして父のYouTubeチャンネル・カジサックの部屋に出演している園田未来子。
- 2018年（平成30年）10月よりカジサックの部屋に出演。
- 2023年（令和5年）1月、ファッション雑誌・Cuugalの2代目イメージモデルに就任した事をカジサックの部屋にて発表[1]。
- 2024年（令和6年）5月、女優デビューする事をカジサックの部屋にて発表[2]。
- 2024年8月、スターダストプロモーション所属を報告[3][4]。
- ミスSEVENTEEN2025にファイナリストの１人として選出される。

## 人物
カジサックの部屋では、かんなやかんちゃんと呼ばれており、大人びた性格と強めの反抗でカジサックを度々困惑させるが、実は一番の家族思い。弟・寅次郎（コジサック）とは特に仲が良く、長妹・千鈴（せんちゃん）や次妹・羽留（はるちゃん）のお世話も進んでやっている。ダンスが得意で、りりりやももいろクローバーZなどともダンスで共演したり、TikTokにNiziUの「Make you happy」の縄跳びダンスを踊ったり、YOASOBIの「夜に駆ける」をカジサックの歌に合わせて自分で振り付けして踊ったりと、たくさんのダンス動画が投稿されている他、オフ会でもダンスを披露することが多い。Kep1erやIVE、IZ*ONE、LE SSERAFIMなどのK-POPガールズグループも好き。サプライズされるのが好きで、10歳のサプライズ誕生日会では嬉しくて大号泣した。新体操を10年間習っていた。好きなYouTuberはフィッシャーズ。

## 出演

### テレビドラマ
- 柚木さんちの四兄弟。（2024年5月28日 - 7月18日、NHK総合） - 早野芽衣 役[12][13]
- スカイキャッスル 第4話（2024年8月15日、テレビ朝日） - 城崎栞 役[14]
- 民王R 第1話（2024年10月22日、テレビ朝日）- 冴島優佳 中学時代 役[15]
- 浅草ラスボスおばあちゃん 第3話（2025年7月19日、東海テレビ・フジテレビ） - 大久保菜穂 役[16]

### バラエティ
- That's 子育テイメントTV！（2013年5月1日、BS日テレ[17][18]）
- メレンゲの気持ち（2018年10月6日、日本テレビ）
- 有吉ゼミ（2018年10月18日、日本テレビ）
- ダウンタウンなう（2020年2月28日、フジテレビ）
- カジサックのじゃないと！（2020年5月7日、熊本県民テレビ）
- 踊る!さんま御殿!!（2025年1月14日、日本テレビ）
- サクサクヒムヒム ☆推しの降る夜☆（2025年1月25日、日本テレビ）
- 世界一受けたい授業（2025年3月1日、日本テレビ）
- 沸騰ワード10（2025年6月13日、日本テレビ）

### CM
- ソフトバンク（2023年）
- アキュビュー（2025年）[19]

### 広告
- しまむら 広告モデル（2023年）
- ユニクロ UNIQLO Todays pick up 秋服モデル（2024年）

### 舞台
- Music Stories「Love and Harmony」（2024年12月6日・7日、ZEAL THATER TOKYO）- 主演[20]

### YouTube
- カジサックの部屋（2018年 - ）
- カジサックの小部屋（2018年 - ）
- カジサックのゲーム部屋（2020年 - ）
- 梶原雄太の部屋（2021年 - ）
- カジサックが切り抜く部屋（2022年 - 2024年）

### ミュージックビデオ
- 坊主の乙女「恋は時間をバグらせる」　（2023年）
- 花奏拓実「みらいのあ」（2024年）[21]

### WEB
- マイナビニュース「TGC teen PR取材」[22][23]（2024年5月）
- モデルプレス「TGC 2024 AUTUMN/WINTER」（2024年9月）

### WEB番組
- ななにー 地下ABEMA（2025年7月13日、Abema）

### WEBドラマ
- いつだって究極の選択 シーズン2（2025年6月2日、TikTok）[24]

### イベント

#### カジサック関連
- チームカジサックオフ会～カジサックファミリー・ツネファミリーもくるよ～（2022年8月16日、京都府、よしもと祇園花月）[25]
- チームカジサックオフ会in東京 ～カジサックファミリー・ツネファミリーもくるよ～（2023年3月31日、東京都、浅草公会堂）[26]
- カジサック5周年記念祭りin幕張メッセ～カジサックファミリー・りおちゃん・ツネ家全員集合（2023年10月29日、千葉県、幕張メッセ）
- チームカジサックオフ会in大阪～カジサックファミリー・ツネファミリーもくるよ～（2024年4月2日、大阪府、森ノ宮ピロティホール）[27][28]
- カジサック6周年記念祭りinパシフィコ横浜～カジサックファミリー・りおちゃん・ツネ家全員集合（2024年10月6日、神奈川県、パシフィコ横浜国立大ホール）
- チームカジサックオフ会in東京～カジサックファミリー・ツネファミリーもくるよ～（2025年7月5日、東京都、イイノホール）

#### ファッションショー

##### TGC
- TGC KUMAMOTO 2019（2019年4月20日、熊本県、グランメッセ熊本）
- TGC FES YAMANASHI 2022（2022年10月22日、山梨県、河口湖ステラシアター）
- TGC tenn ICHINOSEKI 2024（2024年6月1日、岩手県、一関ヒロセユードーム）
- TGC teen 2024 Summer supported by UP-T（2024年8月30日、東京都、Zepp DiverCity）
- 第39回 マイナビ TGC 2024 AUTUMN/WINTER（2024年9月7日、埼玉県、さいたまスーパーアリーナ）
- TGC teen 2024 Winter（2024年11月3日、東京都、NEW PIER HALL）
- 第40回 マイナビ TGC 2025 SPRING/SUMMER（2025年3月1日、東京都、国立代々木競技場第一体育館）
- TBS AKASAKA COLLECTION produced by TGC（2025年3月22日、東京都、TBS赤坂BLITZスタジオ）
- TGC tenn ICHINOSEKI 2025（2025年5月31日、岩手県、一関ヒロセユードーム）

##### KANSAI COLLECTION
- KANSAI COLLECTION 2024 AUTUMN＆WINTER（2024年8月1日、京セラドーム大阪）[29]

##### SAPPORO COLLECTION
- SAPPORO COLLECTION 2025 SPRING/SUMMER（2025年4月26日、北海きたえーる）

#### GirlsAward
- Rakuten GirlsAward 2025 SPRING/SUMMER（2025年5月3日、国立代々木競技場第一体育館）

## 書籍

### 雑誌
- Cuugal（2代目イメージモデル、2023年4月号 - ）